# Lithophyllum nitorum
Lithophyllum  nitorum W.H. Adey & P.J. Adey, 1973  é o nome botânico  de uma espécie de algas vermelhas pluricelulares do gênero Lithophyllum, família Corallinaceae.
- São algas marinhas encontradas na Inglaterra, Irlanda e na França.

## Sinonímia
- Pseudolithophyllum nitorum  (Adey & P.J. Adey) Mendoza & Cabioch, 1984